# Guerre d'indipendenza lituane
Con guerre di indipendenza lituane si fa riferimento a tre conflitti combattuti dalla Lituania per difendere la propria indipendenza alla fine della prima guerra mondiale: quella con le forze bolsceviche (dicembre 1918-agosto 1919), contro i Bermontiani (giugno 1919-dicembre 1919) e la Polonia (agosto 1920-novembre 1920). Le lotte ritardarono il riconoscimento internazionale della Lituania indipendente e la formazione di istituzioni civili.

## Contesto storico
Dopo le spartizioni della Polonia del 1795, il territorio prima appartenente al Granducato di Lituania fu annesso all'Impero russo. Il risveglio nazionale lituano assunse un ruolo fondamentale durante il XIX secolo, gettando le basi affinché si diffondesse l'idea di dare luogo a uno Stato indipendente nel XX secolo. Durante la prima guerra mondiale, il territorio lituano fu occupato dalla Germania dal 1915 fino al novembre del 1918.
Il 16 febbraio 1918, il Consiglio di Lituania dichiarò il ripristino dell'indipendenza e la rottura dei legami di subordinazione con la Russia e la Germania. La dichiarazione faceva leva sul principio di principio di autodeterminazione e propugnava il concetto di costituzione di un'entità nazionale che comprendesse le antiche terre lituane. La pubblicazione dell'atto di indipendenza fu inizialmente impedita dalle truppe di occupazione tedesche, ma il 23 marzo 1918 i teutonici riconobbero la dichiarazione; il cambiamento del punto di vista fu determinato dall'idea di costituire rete di paesi satelliti (Mitteleuropa). Tuttavia, la Germania non consentì al Consiglio di istituire un esercito, una forza di polizia o istituzioni civili lituane. L'11 novembre 1918 la Germania firmò l'armistizio di Compiègne col quale si arrendeva senza porre condizioni e perse ufficialmente il controllo sulla Lituania. Nel frattempo, si procedette ad allestire il primo governo nazionale, guidato da Augustinas Voldemaras. Quest'ultimo rilasciò una dichiarazione in cui affermava che la Lituania non necessita di una forza militare, poiché non intendeva impegnarsi in alcun conflitto e che sarebbe bastata solo una piccola milizia. Una simile politica si rivelò fallace, poiché presto scoppiarono conflitti.

## Allestimento dell'esercito

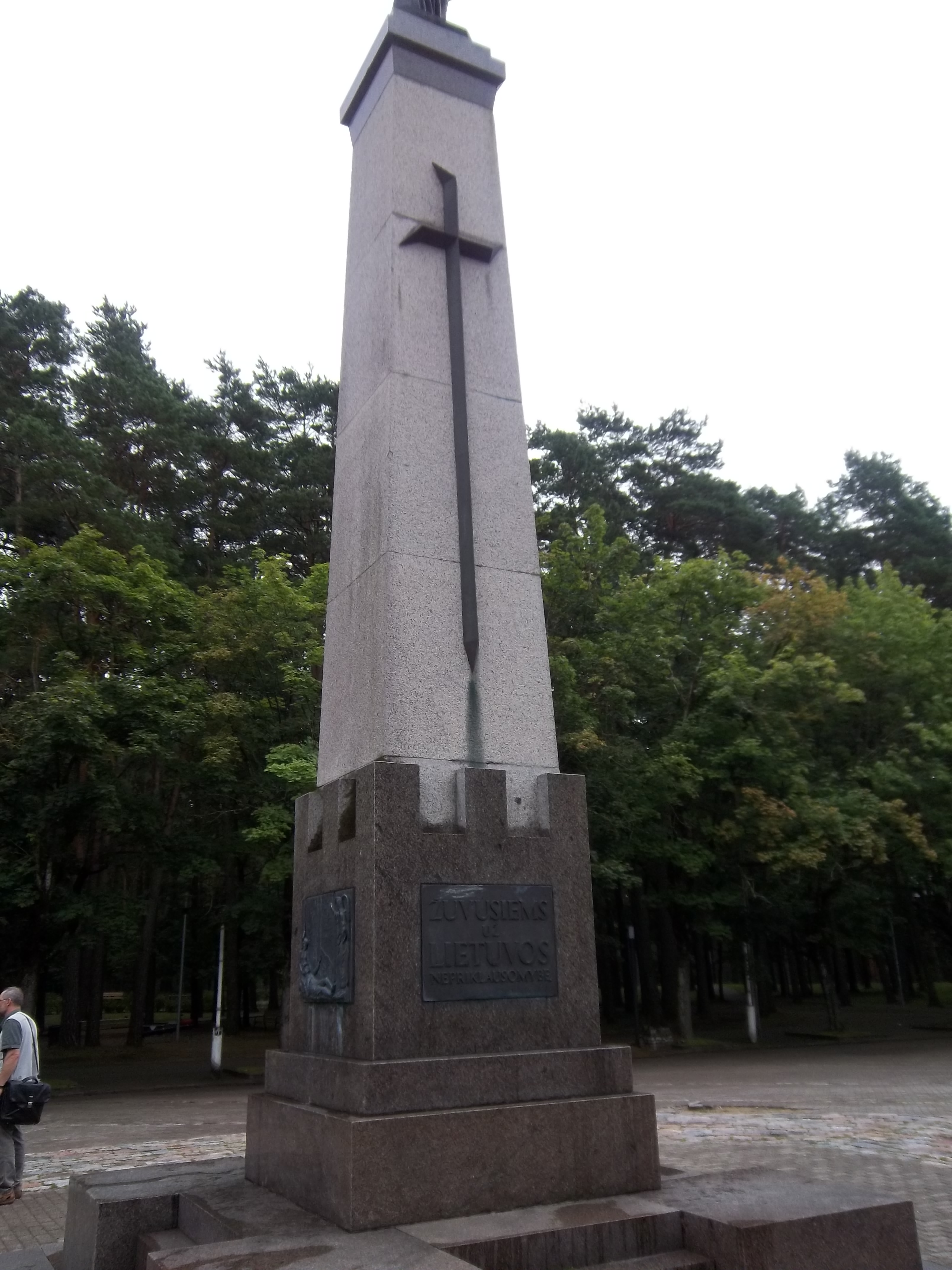
Memoriale commemorativo ad Alytus dedicato ai lituani morti nelle guerre d'indipendenza lituane

Il primo atto legislativo che istituiva un esercito fu approvato il 23 novembre 1918. Il suo sviluppo e la sua organizzazione si mossero lentamente a causa della penuria di risorse economiche, armi, munizioni e comandanti militari esperti. Il 20 dicembre Antanas Smetona e Voldemaras si recarono in Germania per chiedere assistenza. Ciò avvenne alla fine del 1918, quando Berlino pagò al governo lituano cento milioni di marchi a scopo risarcitorio; l'organizzazione del nuovo esercito lituano procedette sotto le direttive dell'esercito tedesco, che si ritirava gradualmente. Tuttavia, la partenza delle due figure di spicco diede luogo a una difficile situazione interna: il Consiglio di Lituania nominò Mykolas Sleževičius come Primo ministro e lo incaricò di formare un nuovo gabinetto, cosa che avvenne il 26 dicembre 1918. Percependo la possibilità di un'imminente minaccia per lo Stato, venne emise un proclama diversi giorni dopo. Indirizzato al popolo lituano, questo invitava i volontari a unirsi a una forza per difendere il paese.
Ai volontari lituani che accettarono di unirsi alle forze militari fu promesso un appezzamento. Adempiendo al suo obbligo contenuto nell'armistizio di sostenere l'indipendenza della Lituania, la Germania in principio cercò di allestire un contingente di volontari dalle unità che rimanevano nel territorio lituano, ma questo tentativo fallì. Per questo motivo, si inviarono alcuni uomini in Germania al fine di reclutare dei volontari. Presto si presentarono degli uomini disponibili a spostarsi verso est, con la promessa di ricevere una paga di 5 marchi al giorno e 30 in più per ogni mese di attività. Le prime unità giunsero in Lituania nel gennaio 1919, anche se alcune di esse furono mandate via perché non idonee a combattere. Alla fine di gennaio, si contavano 400 volontari di stanza ad Alytus, Jonava, Kėdainiai e Kaunas, tutti raggruppati nella 46ª divisione sassone, ribattezzata in marzo brigata di volontari della Sassonia nel sud della Lituania. L'ultima di queste truppe tedesche avrebbe lasciato la Lituania nel luglio 1919.
Il 5 marzo 1919 iniziò la mobilitazione volta a espandere le forze armate lituane e la coscrizione coinvolse gli uomini nati tra il 1897 e il 1899. Alla fine dell'estate 1919, l'esercito lituano si componeva di circa 8 000 uomini. Durante le battaglie che seguirono, 1 700 volontari lituani persero la vita, 3 400 furono i feriti e i dispersi. Lo storico Alfonsas Eidintas stima le morti totali in 1 444 anime.

## Guerra contro i bolscevichi
Quando scoppiò la rivoluzione di novembre in Germania, il governo tedesco ritirò il sostegno al trattato di Brest-Litovsk, il quale aveva riconosciuto l'indipendenza della Lituania dalla Russia sovietica il 5 novembre 1918. Nel frattempo, anche il governo sovietico rinnegò il trattato il 13 novembre. I bolscevichi decisero allora di spingersi in Lituania dall'est nel tentativo di diffondere la rivoluzione mondiale. Altrove, il trattato del 1918 aveva assegnato altresì l'indipendenza ad Armenia, Azerbaigian e Georgia nel Vicino Oriente, e Bielorussia e Ucraina nell'Europa orientale. La RSFS Russa avviò una campagna militare anche contro queste nazioni, ovvero aree appartenenti all'Impero russo in passato: solo la Polonia e i Paesi baltici riuscirono a resistere.
L'8 dicembre 1918 fu formato un governo rivoluzionario temporaneo nella capitale Vilnius, composto esclusivamente da membri del Partito Comunista della Lituania. Vincas Mickevičius-Kapsukas ne divenne il presidente e, il giorno successivo, si formò un soviet dei lavoratori che dichiarò di aver assunto il controllo di Vilnius. In contemporanea, anche il governo di Voldemaras e un comitato polacco dichiararono di essersi insediati nella città. I tedeschi alla fine abbandonarono Vilnius il 31 dicembre 1918 e il 5 gennaio 1919 l'Armata Rossa proseguì ulteriormente verso ovest. I plotoni paramilitari locali composto dai polacchi guidati dal generale Władysław Wejtko imbracciarono le armi contro l'Armata Rossa a Vilnius per cinque giorni; il governo lituano aveva intanto lasciato la capitale assieme ai teutonici. Il 1 gennaio 1919 i comunisti locali nella città di Šiauliai, un insediamento a circa 200 km a ovest di Vilnius, insorsero e crearono un "reggimento della Samogizia" di 1 000 uomini; quando l'Armata Rossa giunse in città il 15 gennaio, i sovietici già si erano imposti nella città. Il 18 gennaio sovietici e tedeschi firmarono un trattato e designarono una linea di demarcazione che avrebbe impedito ai bolscevichi di attaccare direttamente Kaunas, la seconda città della Lituania. L'Armata Rossa sarebbe stata costretta ad attaccare attraverso Alytus o Kėdainiai.
I volontari tedeschi al comando di Rüdiger von der Goltz raggiunsero la Lituania, presero posizione lungo la linea Hrodna–Kaišiadorys-Kaunas e collaborarono con le forze lituane, capeggiate da Jonas Variakojis, al fine di arrestare l'avanzata degli avversari nei pressi di Kėdainiai. L'8 febbraio, durante una missione di ricognizione, il primo soldato lituano a perdere la vita nelle guerre, Povilas Lukšys, morì vicino a Taučiūnai. Il 10 febbraio la coalizione catturò Šėta e costrinse l'Armata Rossa a ritirarsi: il successo dell'operazione risollevò il morale dell'esercito lituano. Durante la prima metà del 18 febbraio, il reggimento di volontari sassoni di stanza tra Kaišiadorys e Žiežmariai si impegnò in schermaglie in vari punti, espugnando Jieznas tra il 10 e il 13 febbraio. Dopo questa battuta d'arresto, il 7º reggimento fucilieri bolscevichi cominciò a frammentarsi e molti soldati disertarono. Il reggimento, pur essendo in piena disfatta, non fu annientato perché i tedeschi si rifiutarono di inseguire le unità in ritirata.
Il 12 febbraio le forze bolsceviche attaccarono Alytus. I lituani di guardia dovettero resistere autonomamente alla pressione dell'Armata Rossa, mentre le unità tedesche lasciavano le loro postazioni. Durante questa battaglia fu ucciso il primo ufficiale lituano a morire nelle guerre: Antanas Juozapavičius, il comandante del 1º reggimento di fanteria. Dopo tale perdita, il reggimento preferì ritirarsi in attesa di nuovi ordini verso Marijampolė. Nella notte tra il 14 e il 15 febbraio, le forze tedesche riconquistarono Alytus.
Verso la fine del 1918 fu avviata una campagna di reclutamento di partigiani a Skuodas: il 9 febbraio 1919 le persone che avevano risposto alla mobilitazione prestarono giuramento e il 16 febbraio sfilarono nella piazza del paese. A Joniškėlis fu allestita anche un'unità partigiana comandata da ufficiali dell'esercito.

L'avanzata delle forze polacche (frecce blu), lituane (frecce viola scuro), lettoni/tedesche (frecce bianche da ovest) ed estoni/lettoni (frecce bianche da nord). La linea blu mostra il fronte polacco nel maggio 1920

Quando i bolscevichi procedettero verso la Prussia orientale, la Germania si preoccupò di spedire dei volontari freschi (Brigata Shaulen) al comando del generale Rüdiger von der Goltz per liberare la linea ferroviaria che collegava Liepāja, Mažeikiai, Radviliškis e Kėdainiai. Alla fine di febbraio i partigiani lituani, supportati dall'artiglieria tedesca, conquistarono Mažeikiai e Seda e ricacciarono i bolscevichi fino a Kuršėnai. Il 27 febbraio 1919, i volontari tedeschi supportati dai combattenti locali ripresero l'offensiva, nonostante lo stesso giorno fu dichiarata la costituzione dello Stato fantoccio della Repubblica Socialista Sovietica Lituano-Bielorussa (Litbel). Il 7 marzo 1919 i tedeschi presero la città di Kuršėnai, l'11 marzo Šiauliai, il 12 marzo Radviliškis. Il 14 marzo fu la volta di Šeduva: i teutonici continuarono ad effettuare scontri su piccola e grande scala fino al 31 maggio 1919.
Da Kėdainiai si cercò nel frattempo di creare un quartier generale: fu da lì che i volontari locali, con una buona conoscenza del luogo, riuscirono a setacciare ed eliminare i sostenitori bolscevichi in vari centri circostanti, prima di essere nuovamente ricacciati. Per via della prosecuzione delle ostilità, i baltici filo-comunisti localizzati a Panevėžys e Kupiškis si ribellarono e fu necessario far giungere una divisione dell'Armata Rossa di stanza nella vicina Lettonia per placare gli animi. Il morale bolscevico calò quando, tra il 19 e il 24 marzo, dovettero lasciare Panevėžys. Le forze lituane entrarono in città il 26 marzo, ma l'Armata Rossa su riorganizzò in fretta e tornò a riprenderla il 4 aprile.
Ad aprile l'esercito lituano iniziò a muoversi verso Vilnius, facendosi strada negli insediamenti della contea. Fermati l'8 aprile dai difensori, i polacchi ebbero il tempo necessario per prendere undici giorni più tardi Vilnius, costringendo Mosca a ordinare la ritirata a sud del fiume Neris. La linea del fronte che ne risultò consentì alla Lituania di inviare più unita nella Lituania nord-orientale e di svolgere operazioni lì. I baltici si spinsero dunque verso svariate città, tra cui Ukmergė.
All'inizio di marzo si dispose una seconda mobilitazione generale e il numero di partigiani crebbe. Alla fine di aprile la catena di comando dell'esercito lituano subì delle modifiche. Il generale Silvestras Žukauskas assunse l'incarico di capo di stato maggiore e, il 7 maggio, il ruolo di comandante dell'intero esercito lituano. Una riorganizzazione completa ebbe luogo nelle successive settimane, quando al contempo si era diventati pronti per respingere l'Armata Rossa. Žukauskas decise di concentrare gli uomini a disposizione in due aree, ovvero nella contea di Utena e in quella di Panevėžys.
Il 17 maggio l'esercito riorganizzato effettuò la sua prima operazione, spingendosi verso Kurkliai. Da allora, un lungo elenco di agglomerati (tra cui Anykščiai, Skiemonys e Alanta e Utena) cadde gradualmente in mano ai baltici, salvo brevi periodo di stallo.
La stessa sorte toccò agli insediamenti situati nella contea di Panevėžys, liberati dal 18 maggio ai primi giorni di giugno, sebbene l'Armata Rossa provò a scagliare qualche controffensiva. L'avanzata non si arrestò e il 10 giugno le forze lituane raggiunsero il territorio controllato dai partigiani lettoni (Guardia Verde) e fornirono loro munizioni.
Quando alla fine di agosto i bolscevichi furono battuti vicino a Zarasai e il 2 ottobre i lituani raggiunsero Daugavpils, la sconfitta parve l'unica ipotesi possibile. Le forze lituane si fermarono all'altezza del fiume Daugava, vicino al confine con la Lettonia, e la linea del fronte si stabilizzò. Il governo della Litbel di breve durata venne smantellato.
Il 12 luglio 1920, la Lituania firmò un trattato di pace con la RSFS Russa. Quest'ultima riconosceva l'indipendenza della Lituania e le sue rivendicazioni territoriali sulla regione di Vilnius. L'accordo non fu riconosciuto (e anzi temuto) dalla Polonia e dal governo della Repubblica Popolare Bielorussa in esilio. Diversi storici hanno affermato che, nonostante l'intesa raggiunta con la Russia, la prospettiva di vedere una Lituania comunista e in mano a Mosca si rivelò per qualche tempo assai concreta. In questa prospettiva, solo la vittoria biancorossa nella guerra polacco-sovietica permise di scongiurare tale ipotesi.

## Guerra contro i Bermontiani
I Bermontiani, così chiamati per il loro comandante Pavel Bermondt-Avalov e formalmente conosciuti come esercito di volontari della Russia occidentale, erano un gruppo di soldati composto da tedeschi e russi. L'esercito comprendeva prigionieri di guerra russi, liberati dall'Impero tedesco dopo che questi promisero di combattere contro i bolscevichi nella guerra civile russa e di divenire membri dei Freikorps, di stanza in Lettonia e Lituania dopo che la Germania perse la guerra. L'obiettivo dichiarato dell'armata risultava respingere i bolscevichi insieme alle forze di Aleksandr Kolčak: quello ufficioso era finalizzato invece a preservare l'influenza tedesca nei territori conquistati durante la prima guerra mondiale.
All'inizio, i Bermontiani operarono principalmente in Lettonia, ma nel giugno 1919 si spinsero oltre il confine a sud e presero Kuršėnai. A quel tempo i lituani erano impegnati in battaglie con i bolscevichi e non poterono far altro che lanciare delle proteste diplomatiche. A ottobre, i Bermontiani avevano conquistato numerosi territori nella Lituania occidentale (Samogizia), comprese le città di Šiauliai, Biržai e Radviliškis. Dopo aver sottomesso un insediamento, uno dei provvedimenti imposto dai Bermotiani riguardava il ripristino della sola lingua russa come idioma negli atti amministrativi. I combattenti divennero presto famosi per le ruberie e i saccheggi a danno della popolazione locale, la quale iniziò a costituirsi in gruppi partigiani locali.
Nell'ottobre 1919, le forze lituane attaccarono i Bermontiani, riportando una vittoria fondamentale il 21 e 22 novembre vicino a Radviliškis, un grande snodo ferroviario. I lituani raccolsero lì un ingente bottino di guerra, inclusi 30 aeroplani e 10 cannoni. Gli scontri successivi furono fermati dall'intervento di un rappresentante degli Alleati, il generale francese Henri Niessel, il quale sovrintese al ritiro delle truppe tedesche. L'esercito lituano supervisionò il ritiro delle truppe ostili al fine di impedire ulteriori saccheggi e per garantire la loro completa evacuazione. Entro il 15 dicembre, non di contava nessun Bermontiano sul territorio della Lituania.

## Guerra contro la Polonia
Nel giugno 1920 l'esercito sovietico tornò ad insediarsi a Vilnius. Poco dopo la sconfitta nella battaglia di Varsavia, l'Armata Rossa in ritirata cedette la capitale alla Lituania secondo i termini del trattato di pace firmato il 12 luglio. La Società delle Nazioni cercò di avviare dei negoziati per evitare che si scatenasse un conflitto armato tra Polonia e Lituania e, in tal senso, si procedette alla firma il 7 ottobre dell'accordo di Suwałki. Tuttavia, già il giorno successivo, prima che l'accordo entrasse formalmente in vigore, il generale Lucjan Żeligowski, agendo su ordine del maresciallo polacco Józef Piłsudski, organizzò un finto ammutinamento da parte delle truppe polacche. Le regioni di Vilnius e di Suvalkai furono occupate in breve tempo poiché le forze polacche non incontrarono una grande resistenza: l'ipotesi di dare luogo a una controffensiva lituana fu fermata dalla Commissione militare della Società delle Nazioni. Poiché la regione di Vilnius era controllata dalla Polonia, il governo lituano dichiarò Kaunas come capitale provvisoria della Lituania. La disputa su Vilnius continò per tutto il periodo interbellico.

## L'ammutinamento di Żeligowski
Come detto, affinché fosse possibile prendere possesso di Vilnius, fu organizzato un finto ammutinamento dal capo di stato polacco Józef Piłsudski e condotto in concreto dalle forze biancorosse guidate dal generale Lucjan Żeligowski. Una volta assunto il controllo di Vilnius nell'autunno del 1920, fu costituito uno stato fantoccio chiamato Lituania Centrale e furono organizzate delle elezioni per chiedere alla popolazione di pronunciarsi sull'eventualità di diventare parte della Polonia. Varsavia accorpò l'area facendola rientrare nel Voivodato di Wilno, nonostante le proteste dei lituani, fino al 1939.